# Loire-sur-Rhône
Loire-sur-Rhône är en kommun i departementet Rhône i regionen Auvergne-Rhône-Alpes i östra Frankrike. Kommunen ligger i kantonen Condrieu som tillhör arrondissementet Lyon. År 2022 hade Loire-sur-Rhône 2 736 invånare.

## Befolkningsutveckling
Antalet invånare i kommunen Loire-sur-Rhône
| Referens: INSEE |